# 야마다 마이 (정치인)
야마다 마이(중국어 정체자: 山田 摩衣, 병음: Shāntián Móyī 산톈모이[*], 한자음: 산전마의, 일본어: やまだ まい, 1990년 1월 10일 ~ )는 중화민국의 정치인으로, 신베이시의회의원, 어린이 배우 출신이다.